# 4934 Rhôneranger
4934 Rhôneranger este un asteroid din centura principală, descoperit pe 15 mai 1985 de Edward Bowell.